# Naruto Shippuden the Movie: The Lost Tower
Naruto Shippuden: The Lost Tower er den 4. Naruto/Naruto Shippuden-film, der er lavet.